# Evelyn Andrusová
Evelyn Andrusová (nepřechýleně Andrus; 1909, Hamilton (Ontario) – 1972, tamtéž) byla kanadská fotografka. Byla první ženou, která zastávala pozici prezidentky Torontského Camera Clubu.

## Životopis
Andrusová se narodila v roce 1909 v Hamiltonu v Ontariu. Vystudovala Torontskou univerzitu. Stala se portrétní fotografkou v Hamiltonu.
Působila v Toronto Camera Clubu (TCC), konkrétně sloužila jako předsedkyně vzdělávacího programu a jako lektorka vedla portrétní kurzy. V roce 1952 se Andrusová stala první prezidentkou TCC.
Kromě TCC byla Andrusová členkou Asociace komerčních a novinářských fotografů Kanady, Královská fotografická společnost (RPS) a Photographic Society of America (PSA). Nakonec se stala ředitelkou pro zónu východní Kanady pro PSA. Andrusová přispívala články do zpravodaje TCC Focus. Byla první Kanaďankou, která se stala společníkem RPS, s uznáním založeným na kvalitě její barevné fotografie.
Její fotografická kariéra skončila s nástupem artritidy. Andrusová zemřela v Hamiltonu v roce 1972.